# Oxalis aridicola
Oxalis aridicola är en harsyreväxtart som beskrevs av Saster. Oxalis aridicola ingår i släktet oxalisar, och familjen harsyreväxter. Inga underarter finns listade i Catalogue of Life.